# Wilhelm Meyer-Lübke

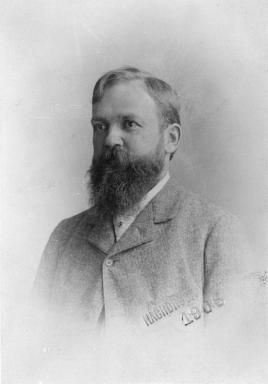
Wilhelm Meyer-Lübke

Wilhelm Meyer-Lübke (Dübendorf, 30 januari 1861 – Bonn, 4 oktober 1936) was een Zwitsers Romanist en auteur van het Romanisches etymologisches Wörterbuch (REW).

## Leven
Na te Zürich het gymnasium te hebben voltooid, ging Meyer-Lübke in diezelfde stad vergelijkende taalkunde studeren; na twee jaar zette hij deze studie voort aan de universiteit van Berlijn (1881-3), en sloot in 1883 deze studies af met een dissertatie over wat er met het Latijnse neutrum in de Romaanse talen is gebeurd. In het seizoen 1885-1886 ging hij naar Parijs om college te lopen bij o.a. Gaston Paris. Deze was direct zo overtuigd van Meyer-Lübkes kennis, dat hij hem verzocht het college Vulgair Latijn te verzorgen. En dat gebeurde, Meyer-Lübke doceerde daar in het Frans. Daarnaast liep hij college Nieuwgrieks bij Jean Psichari, die hem na afloop suggereerde een uitgave ter hand te nemen van de grammatica van het moderne Grieks door Simon Portius uit 1638. Dat deed Meyer-Lübke, en het boek verscheen met een zeer uitgebreid commentaar (in het Frans).
In 1887 werd hij privaat-docent te Jena, daarna was hij van 1890-1892 buitengewoon hoogleraar Romaanse filologie te Wenen, alwaar hij twee jaar later gewoon hoogleraar werd. Hier had hij onder andere Leo Spitzer als student. In 1911 richtte hij hier het Roemeense Instituut op. In 1915 ging hij als opvolger van Wendelin Foerster naar Bonn, waar eerder zijn voorganger als leidende figuur binnen de internationale romanistiek Friedrich Diez had gestaan. Dit was niet de gelukkigste periode uit zijn leven, zoals hij in het nawoord van de eerste druk van het REW zegt: hij was meer tijd kwijt aan universitaire zaken dan in Wenen, en bovendien leed hij er aan ondervoeding, als gevolg van de Eerste Wereldoorlog .
Meyer-Lübke werd in het vakgebied bekend na de verschijning van het eerste deel van zijn Grammatik der Romanischen Sprachen (1890). Maar zijn bekendste werk is het REW. In dit boek trachtte hij alle bekende etymologische kennis op het gebied van de romaanse talen (voor zover hun woordenschat uit het Latijn afkomstig is) te bundelen. In tegenstelling tot het  vergelijkbare werk van zijn voorganger Friedrich Diez, ging hij uit van het Latijn, en niet van de individuele romaanse talen. Hij besteedde hierin ook aandacht aan de talen die  aan de rand van het Romaanse taalgebied lagen, zoals het Albanees.
Men rekent Meyer-Lübke tot de zogenaamde Junggrammatiker: de groep linguïsten die meende dat taalkunde meer als een natuurwetenschap bedreven moest worden. De nadruk ligt daarbij op het zoeken van taalkundige 'wetten' die aan klankveranderingen ten grondslag liggen. Hierbij zoekt men de verklaring dus binnen de taal zelf, en laat externe (sociale of psychologische) factoren buiten beschouwing.
Meyer-Lübke werd in 1928 benoemd tot erelid van de Roemeense Akademie van Wetenschappen.

## Werken
- 1883: Die Schicksale des lateinischen Neutrums im Romanischen (Proefschrift, nog verschenen onder de naam Wilhelm Meyer).
- 1887: (Samen met G. Büller) Italiänische Chrestomathie mit literaturgeschichtlichen Einleitungen und biographischen Notizen.
- 1889: Simon Portius, Grammatica linguæ graecae vulgaris suivie d'un commentaire grammatical et historique par Wilhelm Meyer.
- 1890-1902: Grammatik der romanischen Sprachen deel I. De vier delen zijn uitgekomen in resp. 1890, 1895, 1899 en 1902.
- 1890: Italienische Grammatik.
- 1901: Einführung in das Studium der Romanischen Sprachwissenschaft.
- 1901: Die Betonung im Gallischen. (In: Sitzungsberichte der Kaiserliche Akademie der Wissenschaften, Bd.143).
- 1902: Zur Kenntnis des Alt-Logudoresischen.[4]
- 1904: Romanische Namenstudien: Die Altportugiesischen Personennamen Germanischen Ursprungs
- 1906: Die Ziele der romanischen Sprachwissenschaft. Rektoratsrede (Wenen).
- 1906: Die lateinische Sprache in den Romanischen Ländern (In: Gröbers Grundriß der romanische Philologie, I. Band)
- 1906: Die lateinischen Elemente im Albanisischen[5] von G. Meyer, neubearbeitet von W. Meyer-Lübke. (Ook in: Gröbers Grundriß der romanische Philologie, I. Band)
- 1908: Historische Grammatik der französischen Sprache, 2 delen: 1909, 1921
- 1909: Die romanischen Sprachen. In: Die Kultur der Gegenwart, Teil I, Abteilung XI,I.
- 1911-1920: Romanisches etymologisches Wörterbuch. Derde druk 1935.
- 1914: Rumänisch, Romanisch, Albanesisch (In: Mitteilungen des rumänischen Instituts an der Universität Wien).
- 1917: Romanische Namenstudien 2, Weitere Beiträge zur Kenntnis der altportugiesischen Namen
- 1925: Das Katalanische, seine Stellung zum Spanischen und Provenzalischen sprachwissenschaftlich und historisch dargestellt.
- 1934: Die Schicksale des lateinischen L in Romanischen. (In: Berichte über die Verhandlungen der Sächsischen Akademie der Wissenschaften zu Leipzig. 86. Band 1934, 2. Heft.)